# Constantin Anastasiade
Constantin Anastasiade - ortografiat uneori și ca „Anastasiadi” (n. 2 mai 1861 - d. 1939, București) a fost unul dintre generalii Armatei României din Primul Război Mondial. 
A îndeplinit funcția de comandant de divizie în campania anului 1916.

## Cariera militară
După absolvirea școlii militare de ofițeri cu gradul de sublocotenent, Constantin Anastasiade a ocupat diferite poziții în cadrul unităților de infanterie sau în eșaloanele superioare ale armatei, cele mai importante fiind cele de șef de stat major al Corpului 3 Armată sau director superior al Direcției Infanteriei din Ministerul de Război.
În perioada Primului Război Mondial a îndeplinit funcția de comandant al Diviziei 4 Infanterie, în perioada 15/28 octombrie 1916 - 23 decembrie 1916/6 ianuarie 1917.

## Lucrări
- Educația inimei [de] Colonel Anastasiadi, Editura Librăriei Socec & Co., Iași,  1912
- Studiu asupra luptelor unităților de infanterie de maiorul C. Anastasiadi, comandant de batalion, Brevetat de Stat-Major, Tipografia N. I. Macavei, Craiova, 1902
- Tactica terenului. Curs predat la Scoală Superioară de Răsboi [de] Lt.-Colonel C. Anastasiadi, Șef Stat Major Divizia IV-a, Tipografia G. A. Lăzăreanu, București, 1909[8]

## Decorații
- Ordinul „Steaua României”, în grad de ofițer (1912)
- Ordinul „Coroana României”, în grad de ofițer (1907) [2]:p. 431